# Dochters van Liefde van Vincentius a Paulo

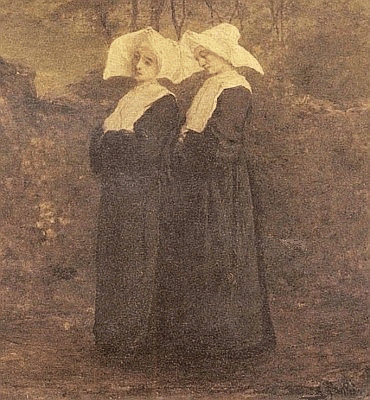
Dochters van Liefde op een schilderij van Armand Gautier

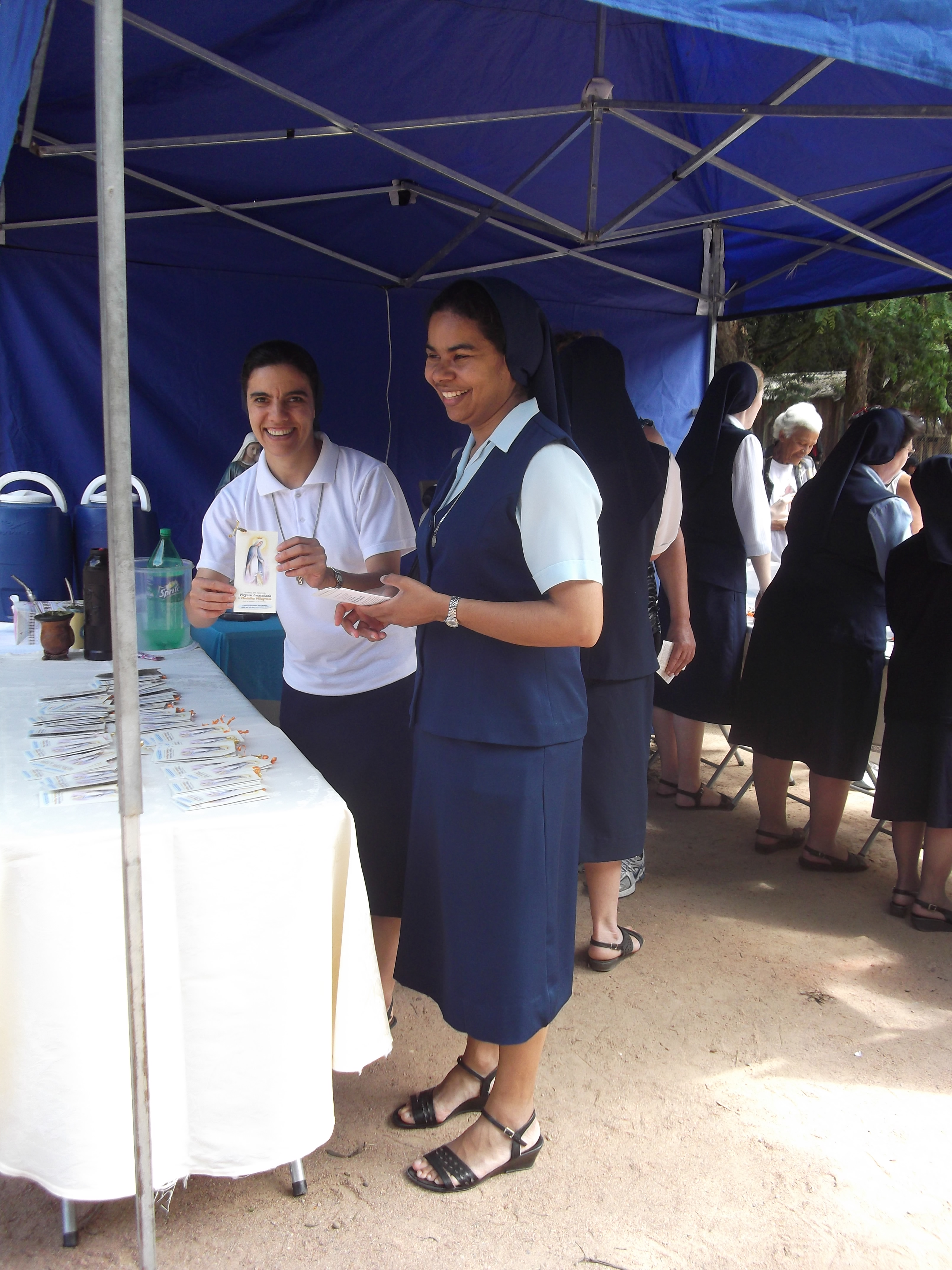
2013

De Dochters van Liefde van Vincentius a Paulo die soms ook eenvoudigweg worden aangeduid met de naam Dochters van Liefde, of Liefdeszusters vormen een Gemeenschap van apostolisch leven binnen de Katholieke Kerk. De gemeenschap is gewijd aan de Heilige Vincentius a Paulo, die – samen met de Heilige Louise Legras-de Marillac – ook geldt als de oprichter van deze gemeenschap.
De gemeenschap is vanaf haar oprichting toegewijd aan de zorg voor armen. Als oprichtingsdatum geldt 1633. In 1660, toen beide Heiligen overleden, kende de gemeenschap in Parijs en omgeving al veertig zusterhuizen.
Het moederhuis van de gemeenschap staat nog steeds in Parijs, aan de Rue du Bac, maar de Liefdeszusters hebben sinds de negentiende eeuw huizen over de gehele wereld. Tot 1964 droegen de zusters een speciale kap (cornette) van wit linnen, die in dat jaar werd vervangen door een lichtblauwe hoofddoek.
De gemeenschap heeft over de gehele wereld zieken- en verzorgingshuizen en opvang voor armen en daklozen gesticht. In de Verenigde Staten richtte de Heilige Elizabeth Ann Seton in 1809 een eigen congregatie op, die geheel volgens de regels van de Liefdeszusters vorm kreeg. In Nederland vormen de Zusters van Liefde van Jezus en Maria, Moeder van Goede Bijstand in Schijndel een door Vincentius a Paulo's ideeën bezielde zustercongregatie.
In Nederland is het moederhuis van de Liefdeszusters in Tilburg; in België in Leuven.